# Sourcemage
Source Mage GNU/Linux – dystrybucja Linuksa oparta na źródłach, tj. „instalowanie pakietu” oznacza, że kod źródłowy programu jest pobierany, kompilowany i instalowany.
Inne dystrybucje oparte na źródłach (źródłowe) to np. Gentoo Linux, Lunar Linux, Sorcerer, czy Onebase Linux.

## Historia
Historycznie rzecz biorąc Source Mage jest spadkobiercą Sorcerer GNU/Linux.
W 2001 Kyle Sallee wypuścił dystrybucją nazwaną Sorcerer GNU/Linux (czarnoksiężnik). Części deweloperów nie podobało się podejście Kyle’a Salleego do rozwijania dystrybucji. Oddzielili się oni tworząc dystrybucje Lunar Linux. Kyle Sallee był tak przygnębiony tą decyzją, że całkowicie usunął Sorcerera z Internetu (uniemożliwiając w ten sposób użytkownikom aktualizację systemu). Większość pozostałych deweloperów pozbierała resztki Sorcerera i ponownie otworzyła projekt. Na początku używano poprzedniej nazwy (tj. Sorcerer GNU/Linux), dopóki Kyle Sallee nie zażądał zmienienia jej. Ostatecznie, w kwietniu 2002 pod nazwą Source Mage rozpoczęła żywot nowa dystrybucja pod nowym kierownictwem, już bez Kyle’a Salleego.

## Sorcery
Slogan Source Mage’a brzmi „Linux so advanced, it may as well be magic” (Linux tak zaawansowany, że równie dobrze może to być magia), a jego polecenia utrzymane są w magicznej konwencji. Pakiety nazywają się spells (zaklęcie). Instalowanie więc to cast (rzucanie zaklęć = pakietów). Rzucenie zaklęcia polega na pobraniu kodu źródłowego (o ile najnowsza wersja nie została już pobrana), sprawdzeniu zależności (oraz ewentualnemu „rzuceniu” również ich), skompilowaniu programu i zainstalowaniu go. Zasób dostępnych zaklęć nazywa się grimoire (księga zaklęć). Odinstalowywanie programów to dispel (cofnięcie zaklęcia, odczarowanie).

## Social Contract (Kontrakt społeczny)
Source Mage GNU/Linux utworzył tzw. Social Contract, tj. zestaw podstawowych zasad. Jest on podobny, ale nie identyczny, z zasadami Debiana. Obiecuje on m.in. „zachować Source Mage GNU/Linux wolnym. To oznacza, że całe oprogramowanie będzie udostępniane na licencji GNU General Public License i że całe oprogramowanie zawarte w dystrybucji również będzie udostępnione na tej, bądź kompatybilnej, licencji (według definicji Free Software Foundation (fsf.org). Cała dokumentacja będzie udostępniona na licencji GNU Free Documentation License”. Zaznacza on także, że „część użytkowników domaga się włączenia programów niezgodnych z Wytycznymi SMGL dot. licencjonowania. O ile sam SMGL nigdy nie będzie zależeć od niewolnego oprogramowania, nie ograniczamy też możliwości wyboru użytkowników. Zapewnimy odpowiednie narzędzia umożliwiające użytkownikom podjęcie własnych świadomych decyzji (pole „LICENSE” – licencja) w zaklęciach i odpowiedni filtr w sorcery). Tak więc, mimo że niewolne oprogramowanie nie wchodzi w skład Source Mage, jest wsparcie dla jego używania i zapewniona infrastruktura (system śledzenia błędów, listy mailingowe i zaklęcia) dla niewolnych pakietów.”

## Instalacja
Instalowanie Source Mage’a wymaga dokonania najpierw minimalnej instalacji zawierającej kernel (aby dało się ją uruchomić), kompilator C GCC, połączenie sieciowe i kilka innych podstawowych narzędzi potrzebnych do pobierania i kompilowania źródeł. To umożliwia pobranie, skompilowanie i zainstalowanie pozostałych elementów systemu po uprzednim dokładnym dopasowaniu ich do lokalnych potrzeb.

## Porty
Kod Source Mage’a ma w założeniu zawierać minimum systemu, czyli np. sorcery jest napisane w Bashu i narzędziach zgodnych z POSIXem, a GCC nie musi kompilować za pomocą g++ (kompilator C++). Zamiast Perla użyty został GNU sed i awk.